# Jean Alardeau
Jean Alardeau, originaire d’Angers, homme de confiance et administrateur général des finances du roi René, fut également évêque de Marseille de 1466 à 1496. Il meurt à Aubagne en 1496.

## Biographie
Natif d’Angers, Jean Alardeau était le fils d’un secrétaire des comptes du roi René Ier de Naples. En 1440 il entre au service de ce prince et devient son homme de confiance. Il sera secrétaire du roi qu’il suivit en Italie, maître rational à la cour des comptes d’Aix-en-Provence le 31 mars 1463 et deviendra général des finances du roi en 1446.
Parallèlement il mena une carrière ecclésiastique. Il fut archidiacre d’Aix-en-Provence et chanoine de Marseille en 1460. À la mort de Nicola de Brancas, il fut élu évêque de Marseille le 30 avril 1466 par les chanoines qui suivirent les recommandations du roi René en faveur de son protégé. Cette élection fut confirmée par les bulles du pape Paul II du 20 juin 1466.
Pour le récompenser des services rendus, le roi René lui donna la riche baronnie d’Aubagne en échange des châteaux d’Alleins, Valbonnette et Saint-Cannat. Cet échange, fort avantageux pour l’église, fut passé à Aix-en-Provence le 20 février 1474 dans le couvent des Carmes en présence notamment du grand sénéchal Jean Cossa.Cette baronnie était composée d’Aubagne, Cassis, Roquefort, Saint-Marcel, Cuges et Le Castellet. Cet échange entraîna deux procès :
- Le premier fut intenté par les chanoines de la Major qui soutenaient que l’évêque devenu seigneur de la baronnie d’Aubagne devait recevoir l’investiture du Chapitre, lui faire hommage et payer un cens annuel. Le procès fut porté devant l’archevêque métropolitain d’Arles, Philippe de Lévis. Le roi René et Jean Aladeau saisirent le pape Sixte IV qui approuva l’échange et dispensa l’évêque de prêter hommage au Chapitre car « il n’était point convenable que le chef d’une église restât sous la dépendance de ses inférieurs » [3].
- Le second procès fut entrepris après la mort du roi René par René de Castillon qui estimait que l’indemnité de trois mille écus versée à son père ne représentait pas la valeur réelle de ses droits sur la baronnie. Jean Alardeau et René de Castillon finirent, après un procès qui dura près de dix ans, par adopter un compromis. René de Castillon recevait la seigneurie du Castellet qui était détachée de celle d’Aubagne et renonçait à tous ses droits sur cette dernière. Ce compromis fut adopté par Ogier d'Anglure, abbé de Saint-Victor, qui avait été délégué par le pape Alexandre VI.

En 1480 il fut envoyé par le roi René comme ambassadeur auprès de Louis XI et, à ce titre, suivit de près les évènements qui aboutirent au rattachement de la Provence à la France. Après la mort du roi René et le règne éphémère de son neveu Charles III de Provence, il passa au service de Louis XI qui le fit gouverneur de Paris et de l’Île de France.
À partir de 1490 il est malade et se retire à Aubagne où il rédige son testament les 5 juin 1490 et 3 novembre 1490. Il se démit de ses fonctions d’évêque de Marseille le 16 novembre 1496 et mourut peu après. Il fut enseveli à Marseille dans l’église de l’Observance.